# Liga ASOBAL de 2001–02
A Liga ASOBAL de 2001–2002 foi a 12º edição da Liga ASOBAL como primeira divisão do handebol espanhol. Com 14 equipes participantes o campeão foi o SDC San Antonio.